# Herb gminy Niedrzwica Duża
Herb gminy Niedrzwica Duża – jeden z symboli gminy Niedrzwica Duża ustanowiony 29 grudnia 1997.

## Wygląd i symbolika
Herb przedstawia na tarczy w polu czerwonym dzielonym w słup z lewej strony srebrną chustę przeplecioną kłosem złotym (nawiązanie do rolnictwa gminy), a z prawej strony na półpierścieniu srebrną strzałę w słup. Są to symbole z herbów Nałęcz i Ogończyk.